# Gustavo Matosas
Gustavo Cristian Matosas Paidón (Buenos Aires, Argentina, 27 de mayo de 1967) es un exfutbolista y entrenador argentino nacionalizado uruguayo, hijo de Roberto Matosas.

## Trayectoria

### Jugador
Gustavo es hijo del exfutbolista uruguayo Roberto Matosas —ídolo de River Plate en la década de 1960— y de su madre Blanca Paidón, quien es de nacionalidad argentina. Aunque nació en la ciudad de Buenos Aires en Argentina, terminó por adquirir la ciudadanía de Uruguay cuando cumplió la mayoría de edad. Durante su niñez se fue a vivir en México junto a su padre y estudió en dicho país, incluso llegó a coincidir en la misma institución con Enrique Peña Nieto —el cual sería el presidente mexicano años después—.
En el plano futbolístico y ya en Uruguay, Matosas se incorporó al Peñarol para debutar en 1985. Se destacó por su liderazgo en la media cancha donde trataba de emular a su padre, y fue parte fundamental del equipo en la conquista de dos títulos nacionales y una Copa Libertadores en 1987, además del subcampeonato de la Copa Intercontinental de ese año. Posteriormente jugó en el C.D. Málaga de España, emigró a Argentina para desarrollar su carrera en San Lorenzo de Almagro y Racing Club, siendo subcampeón de la Supercopa Sudamericana 1992. Estuvo en Brasil con el São Paulo, ganando la Copa Libertadores, la Recopa y Supercopa Sudamericana, y la Copa Intercontinental en 1993. Regresó a territorio español y conformó los planteles del Lleida y Real Valladolid. Tuvo otra etapa en Brasil donde jugó para el Paranaense —con este club quedó campeón de la Serie B en 1995— y Goiás. Retornó a Uruguay tras su fichaje en el Rampla Juniors, se fue a Colombia para firmar con Deportes Tolima, luego a China con el Tianjin Teda. Sus últimos años los pasó en El Tanque Sisley y finalizó en México para retirarse en 2001 con el Querétaro.
Representó a la Selección de Uruguay en siete oportunidades. En 1987 se hizo con la Copa América celebrada en Argentina.

### Entrenador
Sus estudios para la profesión de entrenador iniciaron en Brasil, donde consiguió la licencia para dirigir. Asimismo, llevó el curso en Uruguay durante su etapa como futbolista, el cual fue interrumpido debido a su paso por China. Inicialmente trabajó con la filosofía de entrenadores como Roque Gastón Máspoli, en la capacidad de armar un grupo, y de Óscar Washington Tabárez, destacando el orden. Reconoció también la metodología de Roberto Fleitas y Víctor Espárrago en su estilo de juego.

#### C. S. D. Villa Española
El 14 de septiembre de 2002, Matosas le fue asignada la labor del Villa Española para el Torneo de Clausura, con la posibilidad de extender su ligamen para dos o tres años más. Fue acompañado en el cuerpo técnico por Jorge Seré, su tío Luis Matosas y Andrés Novelli. Su debut como entrenador se dio el 29 de septiembre, en el empate 1-1 de visita contra Montevideo Wanderers.
A causa de acusaciones en contra del presidente del equipo Walter Laureiro por irregularidades en su administración, y tras quedar fuera de la institución, Matosas se le unió a la salida en gesto de solidaridad así como de sus ayudantes de campo el 15 de mayo de 2003. Además, Gustavo se alejó del club a pedido de la nueva directiva ante el elevado sueldo que percibía, sumado a esto que anteriormente había tenido un incidente con un allegado de Villa Española a quien enfrentó a los puñetazos.

#### Club Plaza Colonia
A partir de febrero de 2004, dirigió al conjunto de Plaza Colonia para los trabajos de pretemporada. Su ligamen se extendió hasta mayo de 2005.

#### Rampla Juniors F. C.
El 19 de mayo de 2005, fue oficializado como nuevo entrenador de Rampla Juniors en lugar de Juan Carlos Borteiro. Dirigió veinticuatro partidos, ganó diez, empató seis y perdió ocho. Su equipo se destacó por la cantidad de goles marcada, llegando a la cifra de 43.

#### Danubio F. C.
El 26 de diciembre de 2005, estampó la firma para el Danubio sustituyendo a Gerardo Pelusso. El 17 de mayo de 2007, logra el título del Campeonato Uruguayo tras ganar los torneos de Apertura y Clausura de la temporada.

#### C. A. Peñarol
Por su buena campaña mostrada con Danubio, termina siendo contratado por el Peñarol el 29 de junio de 2007. En su debut el 26 de agosto ante River Plate, sus dirigidos sufrieron la derrota por goleada de 3-6 en el Estadio Centenario.
El 10 de marzo de 2008, fracasó en su intento de llevar al Peñarol a lo más alto por los malos resultados que se le estaban presentando por lo que fue destituido.

#### C. A. Bella Vista
El 12 de enero de 2009, Matosas asumió la responsabilidad del banquillo del Bella Vista. El 11 de mayo de ese año, tomó la determinación de renunciar de su puesto, por el bajo rendimiento de su equipo que estaba en situaciones complicadas de descenso.

#### C. D. Universidad San Martín
El 4 de septiembre de 2009, salió de su país para firmar con la Universidad San Martín de Perú, tras la inesperada renuncia de Víctor Rivera. Se estrenó en el banquillo el 13 de septiembre, en el inicio de la segunda etapa del Campeonato Descentralizado con empate 2-2 ante el Total Chalaco. En la tabla acumulada de la temporada, alcanzó un cupo para la Copa Sudamericana 2010. El 23 de diciembre llegó a un acuerdo mutuo para salir del equipo.

#### Danubio F. C.
El 13 de mayo de 2010, fue designado entrenador del Danubio, institución a la que regresó después de tres años. Debuta en la primera fecha del Apertura del Campeonato Uruguayo con empate de visita 0-0 frente al Cerro. Dirigió un total de quince compromisos, de los cuales ganó siete, empató cinco y perdió tres, mientras que el equipo se ubicó quinto con veintiséis puntos.

#### Querétaro F. C.
Aún con vínculo vigente en Danubio, el 23 de noviembre de 2010, Matosas se convirtió en nuevo técnico del Querétaro de México, equipo que recién acababa de finiquitar a Ángel Comizzo de su cargo. Su presentación tuvo lugar el 1 de diciembre y el principal objetivo que le encomendaron fue eludir la zona de descenso. Dicha tarea se cumpliría en el Torneo de Clausura 2011, en la que su conjunto salvó la categoría en las jornadas finales de la clasificación, quedando de penúltimo en la tabla porcentual. El 12 de mayo fue ratificado para seguir en el club.
El 15 de agosto de 2011, se acabó su gestión al frente de los gallos blancos por desacuerdos con el presidente Ulises Zurita.

#### Club León

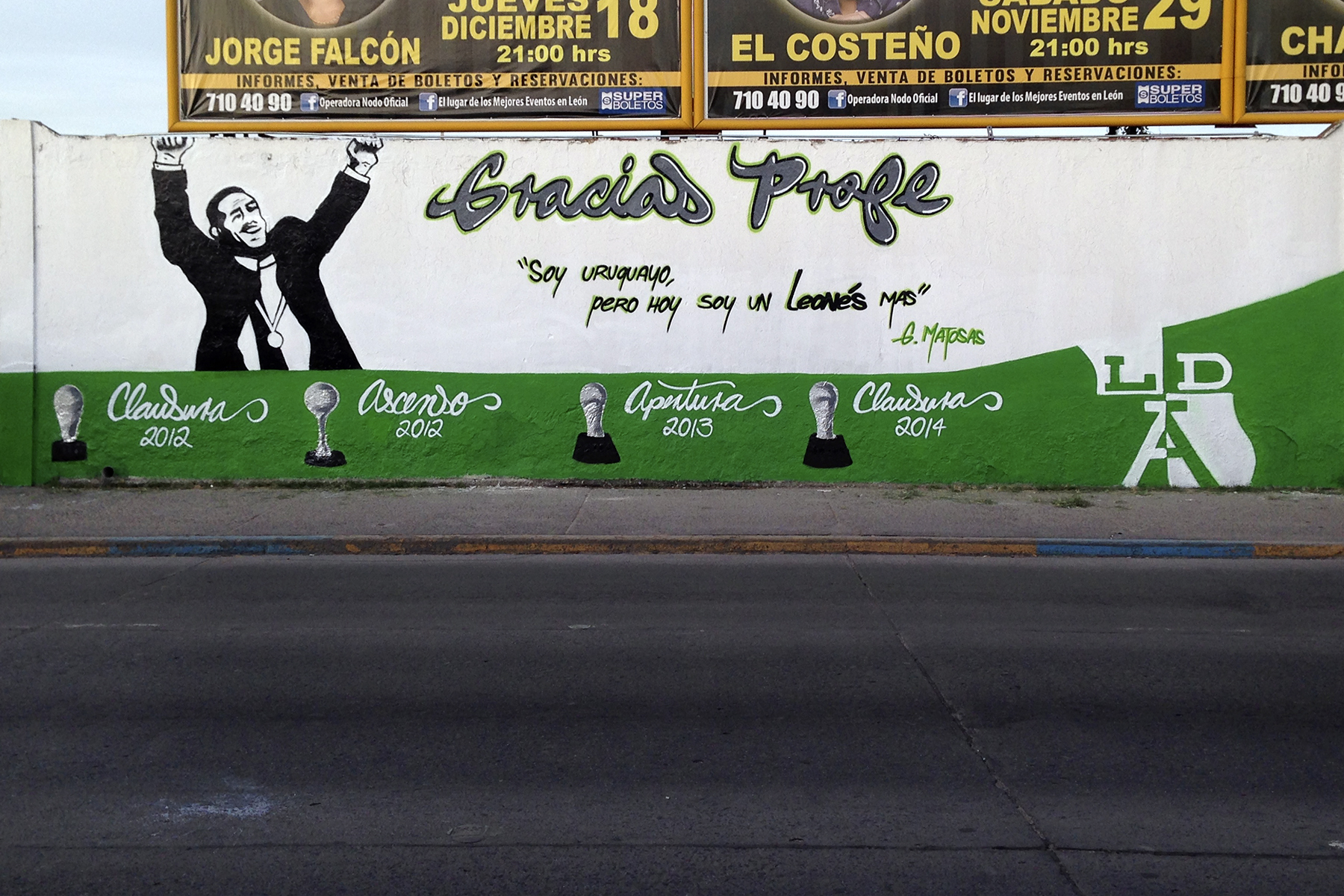
Mural en agradecimiento a Matosas en León, Guanajuato.

El 21 de septiembre de 2011, Jesús Martínez, presidente del Club León, formalizó la contratación de Matosas para el banquillo esmeralda, para sustituir al brasileño Milton Queiroz. Sin embargo, al haber dirigido a Querétaro en la campaña en curso, no pudo ser inscrito en su posición y debió esperar hasta el siguiente torneo.
Pasó las catorce jornadas del Torneo de Clausura 2012 de la Liga de Ascenso de manera invicta, ganando diez juegos y empatando cuatro, para ser el líder de la clasificación con 34 puntos. Superó a los rivales en las instancias finales y el 5 de mayo se proclamó campeón de la competencia, esto mediante la victoria sobre Lobos de la BUAP. El 12 de mayo vence al Correcaminos de la UAT —con goleada de 5-0— por la final de ascenso y consigue la promoción a la máxima categoría.
Dirigió su primer partido del Torneo de Apertura 2012 de la Liga MX el 21 de julio, en el Estadio Corregidora derrotando por 0-2 al Querétaro. El buen puntaje obtenido por su club le permitió acceder a la Copa Libertadores 2013. Matosas en el certamen internacional disputó la primera ronda y debido a los dos empates de la serie frente al Deportes Iquique de Chile, se llevó a los penales para decidir al clasificado los cuales no favorecieron a su conjunto.

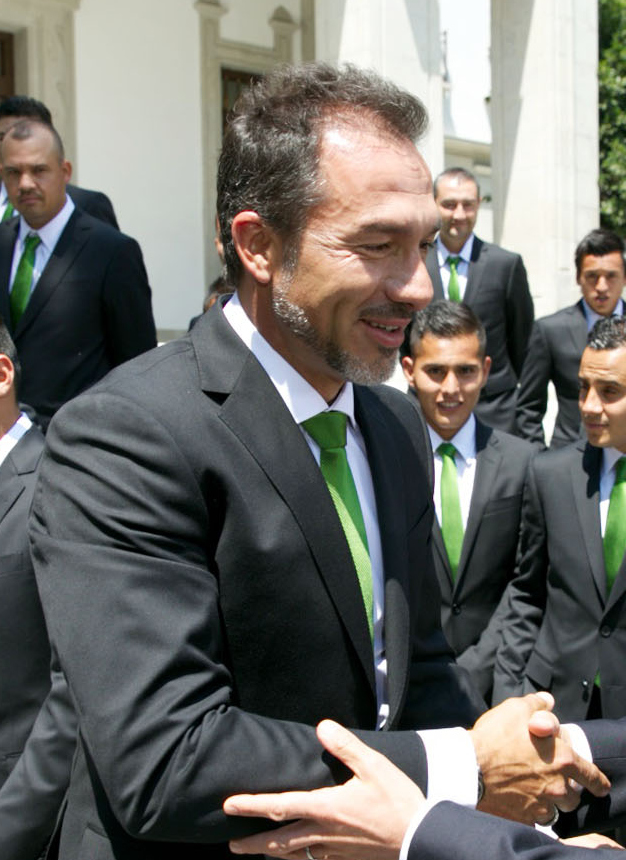
Matosas en 2014.

El 15 de diciembre de 2013, gana su primer título de Primera División en el Torneo de Apertura, mediante las dos victorias en las finales sobre el América con un global de 1-5.
Para el 2014, Matosas trascendió en la fase de grupos de la Copa Libertadores, en la que el 9 de abril celebró la clasificación sobre el Flamengo en el Estadio Maracaná, venciéndole en esa oportunidad con marcador de 2-3. El 18 de mayo vuelve a quedar campeón nacional en el Torneo de Clausura, esta vez con cifras globales de 4-3 contra el Pachuca. De esta manera alcanzó el segundo bicampeonato en la historia del club.
El 24 de noviembre de 2014, renunció a la dirección técnica luego de no haber clasificado a la liguilla del Torneo de Apertura, agradeciendo a la directiva, jugadores y afición por su respaldo durante tres años.

#### Club América
Debido a la salida del estratega argentino Antonio Mohamed del América, rumores indicaban que Gustavo podría sustituirle hasta que el 17 de diciembre de 2014 se hizo oficialmente su vinculación al club, mediante un comunicado de prensa.
Su debut en liga se produjo el 10 de enero precisamente frente a su exequipo León en el Estadio Azteca, donde triunfó por 3-2. El 29 de abril consigue su primer título internacional de la Liga de Campeones de la Concacaf, luego de superar al Montreal Impact de Canadá con marcador global de 3-5. Asimismo, obtuvo la clasificación para el Mundial de Clubes de ese año.
El 19 de mayo de 2015, fue cesado del cargo en los mejores términos, debido a que no logró un acuerdo en el armado del plantel para la siguiente temporada.

#### Atlas F. C.
El 30 de mayo de 2015, Matosas llegó a un arreglo para dirigir al Atlas en reemplazo de Tomás Boy.
Debuta en la primera fecha del Torneo de Apertura el 25 de julio, enfrentando en esa ocasión al Querétaro en el Estadio Jalisco. Su inicio no fue de la mejor manera tras perder con marcador de 0-2. El 2 de noviembre de ese año, queda fuera del club por escasez de resultados positivos en la liga, así como de la eliminación en la Copa.

#### Al-Hilal F. C.
Tras varias reuniones con directivos del Al-Hilal de Arabia Saudita, el 12 de junio de 2016 es anunciado como nuevo director técnico del equipo, firmando por un año con alternativa a otro adicional dependiendo de los resultados.
Habiendo dirigido únicamente cinco compromisos, en los que tuvo un saldo de tres victorias y dos derrotas —una de ellas por la final de la Supercopa—, el 22 de septiembre finiquitó su compromiso porque la directiva le negó traer los jugadores que él solicitaba, así como del desacuerdo que tuvo con el dueño Nawaf Bin Saad, debido a que este le estaba imponiendo futbolistas para el equipo.

#### Club Cerro Porteño
El 25 de marzo de 2017, emprendió hacia Paraguay para asumir el rol de entrenador del Cerro Porteño, cuyo contrato lo uniría al club por al menos hasta diciembre de ese año.
Su primer juego se llevó a cabo el 1 de abril ante el Deportivo Capiatá, en el Estadio Defensores del Chaco. Sus dirigidos lograron darle vuelta el resultado para decretar la victoria de 2-1. El 11 de mayo conduce a su equipo en la vuelta de la primera ronda de la Copa Sudamericana, en la que se sobrepuso al Caracas de Venezuela por 1-2 y así clasificar a la otra instancia.
Como consecuencia de la derrota por goleada de 0-4 en condición de local contra el Guaraní, Matosas termina siendo destituido del banquillo el 15 de junio.

#### Club Estudiantes de La Plata
El 19 de junio de 2017, se oficializa la contratación de Matosas en Estudiantes de La Plata de Argentina. Luego de una reunión con el presidente del club Juan Sebastián Verón y los directivos Diego Ronderos y Osvaldo Lombardi, el director técnico firmó el vínculo por un año —hasta junio de 2018— y fue presentado al día siguiente en el Country Club de City Bell, con la tarea de afrontar el segundo semestre de competencia en el cual estaba incluida la Copa Sudamericana. Remarcó que su labor iniciaría a partir del 1 de julio. Debuta el 13 de julio con victoria de 0-1 sobre el Nacional Potosí de Bolivia por el torneo internacional. Tuvo su inicio en la liga local el 28 de agosto, donde venció con marcador de 2-1 al Arsenal en los minutos finales del partido.
El 19 de septiembre optó por renunciar tras la eliminación de su conjunto en octavos de final del certamen continental, contra el Nacional paraguayo donde asumió la responsabilidad y consideró que lo mejor era salir.

#### Selección de Costa Rica
El 9 de octubre de 2018, Gustavo es designado como el nuevo entrenador de la Selección de Costa Rica, en sustitución del estratega interino Ronald González, siendo esta su primera experiencia en el que dirige a un combinado nacional. Como principal objetivo fue planteada la clasificación al Mundial que tendría lugar en 2022, así como de mejorar el estilo de juego de los costarricenses el cual era cuestionado por la poquedad en oportunidades a gol. Su contrato dio comienzo de manera oficial el 2 de enero de 2019 y previamente había elegido a sus asistentes Héctor Altamirano y Douglas Sequeira para conformar el cuerpo técnico. Debutó como seleccionador el 2 de febrero, en un partido amistoso celebrado en el Avaya Stadium de California, contra el conjunto de Estados Unidos en fecha no FIFA. El resultado decretó la derrota por 2-0.
El 5 de junio de 2019, entregó la nómina oficial de veintitrés futbolistas que le harían frente a la Copa de Oro de la Concacaf. Debutó en la competición el 16 de junio en el Estadio Nacional contra Nicaragua, ganando el compromiso cómodamente por 4-0. Luego venció 2-1 a Bermudas y perdió con idéntico marcador ante Haití, para quedarse con el segundo lugar del grupo B. El 29 de junio cayó en cuartos de final contra México por penales tras el empate 1-1 en los 120 minutos.
El 4 de septiembre de 2019, en conferencia de prensa, se oficializó que Matosas dejaría el cuadro costarricense posterior la fecha FIFA de ese mes, esto por una oferta en el balompié mexicano donde se hizo efectiva la cláusula de rescisión. El motivo principal del estratega se debe a la espera por largos periodos para tener entrenamientos con los futbolistas previo a los partidos, afirmando que necesita estar trabajando diariamente en su táctica como lo hacía en su etapa de clubes. Aunque tenía previsto dirigir el amistoso contra Uruguay, la federación de fútbol le indicó que no lo haría.

#### Atlético de San Luis
El 9 de septiembre de 2019, Matosas fue presentado como nuevo entrenador del Club Atlético de San Luis, lo que representó su regreso al fútbol mexicano. El 13 de septiembre se presentó el debut del uruguayo en su nuevo club, con una victoria por 1-3 ante el Club Puebla.
Posteriormente, el 26 de octubre, la cadena Televisa publicó audios en los que se acusó al director técnico de tratos de corrupción en las negociaciones sobre fichajes durante su gestión en el León. Finalmente, el 27 de octubre de 2019 finalizó su etapa como director técnico del Atlético de San Luis tras rescindir su contrato de mutuo acuerdo con la directiva, envuelto en un escándalo de corrupción surgido cuando era técnico de Club León.

## Estadísticas

### Como jugador

#### Clubes
| Club                    | País                | Año         | Part.     | Goles     |
| ----------------------- | ------------------- | ----------- | --------- | --------- |
| C.A. Peñarol            | Uruguay             | 1985 - 1988 | 105       | 8         |
| C.D. Málaga             | España              | 1988 - 1990 | 45        | 4         |
| C.A. San Lorenzo        | Argentina           | 1990 - 1992 | 57        | 4         |
| Racing C.F.             | Argentina           | 1992 - 1993 | 12        | 0         |
| São Paulo F.C.          | Brasil              | 1993        | 19        | 5         |
| U.E. Lleida             | España              | 1994        | 17        | 2         |
| Real Valladolid C.F.    | España              | 1994        | 15        | 1         |
| C.A. Paranaense         | Brasil              | 1995        | 2         | 0         |
| Goiás E.C.              | Brasil              | 1996 - 1997 | 14        | 0         |
| Rampla Juniors F.C.     | Uruguay             | 1998        | 6         | 1         |
| C.D. Tolima             | Colombia            | 1998        | Sin datos | Sin datos |
| Tianjin Teda F. C.      | China               | 1999 - 2000 | 48        | 1         |
| C.C.D. El Tanque Sisley | Uruguay             | 2001        | 1         | 0         |
| Querétaro F.C.          | México              | 2001        | 6         | 0         |
| Total en su carrera     | Total en su carrera | 1985 - 2001 | +347      | +27       |

### Como entrenador

#### Rendimiento general
Datos actualizados al último partido dirigido el 29 de junio de 2019.
| Equipo                  | País           | Desde                    | Hasta                    | Estadísticas | Estadísticas | Estadísticas | Estadísticas | Estadísticas | Estadísticas |
| Equipo                  | País           | Desde                    | Hasta                    | PJ           | PG           | PE           | PP           | Puntos       | %            |
| ----------------------- | -------------- | ------------------------ | ------------------------ | ------------ | ------------ | ------------ | ------------ | ------------ | ------------ |
| Villa Española          | Uruguay        | 14 de septiembre de 2002 | 15 de mayo de 2003       | 20           | 3            | 7            | 10           | 16           | 26.67%       |
| Plaza Colonia           | Uruguay        | Enero de 2004            | Mayo de 2005             | 51           | 5            | 21           | 25           | 36           | 23.53%       |
| Rampla Juniors          | Uruguay        | 19 de mayo de 2005       | Diciembre de 2005        | 24           | 10           | 6            | 8            | 36           | 50.00%       |
| Danubio                 | Uruguay        | 26 de diciembre de 2005  | Mayo de 2007             | 49           | 30           | 7            | 12           | 97           | 65.99%       |
| Peñarol                 | Uruguay        | 29 de junio de 2007      | 10 de marzo de 2008      | 19           | 6            | 6            | 7            | 24           | 42.11%       |
| Bella Vista             | Uruguay        | 12 de enero de 2009      | 11 de mayo de 2009       | 11           | 3            | 3            | 5            | 12           | 36.36%       |
| Universidad San Martín  | Perú           | 4 de septiembre de 2009  | 23 de diciembre de 2009  | 14           | 6            | 4            | 4            | 22           | 52.38%       |
| Danubio                 | Uruguay        | 13 de mayo de 2010       | 5 de diciembre de 2010   | 15           | 7            | 5            | 3            | 26           | 57.78%       |
| Querétaro               | México         | 23 de noviembre de 2010  | 15 de agosto de 2011     | 22           | 6            | 5            | 11           | 23           | 34.85%       |
| León                    | México         | 20 de septiembre de 2011 | 24 de noviembre de 2014  | 148          | 66           | 44           | 38           | 242          | 54.50%       |
| América                 | México         | 17 de diciembre de 2014  | 19 de mayo de 2015       | 25           | 12           | 6            | 7            | 42           | 56.00%       |
| Atlas                   | México         | 30 de mayo de 2015       | 2 de noviembre de 2015   | 23           | 9            | 4            | 10           | 31           | 44.93%       |
| Al-Hilal                | Arabia Saudita | 12 de junio de 2016      | 22 de septiembre de 2016 | 5            | 3            | 1            | 1            | 10           | 66.67%       |
| Cerro Porteño           | Paraguay       | 25 de marzo de 2017      | 15 de junio de 2017      | 14           | 8            | 1            | 5            | 25           | 59.52%       |
| Estudiantes de La Plata | Argentina      | 19 de junio de 2017      | 19 de septiembre de 2017 | 7            | 3            | 1            | 3            | 10           | 47.62%       |
| Selección de Costa Rica | Costa Rica     | 9 de octubre de 2018     | 5 de septiembre de 2019  | 8            | 3            | 1            | 4            | 10           | 41.67%       |
| Atlético de San Luis    | México         | 9 de septiembre de 2019  | 27 de octubre de 2019    | 8            | 2            | 0            | 6            | 6            | 25%          |
| Total                   | Total          | Total                    | Total                    | 462          | 182          | 122          | 154          | 667          | 48.50%       |

#### Rendimiento detallado
| Equipo                         | Div.                      | Temporada            | Estadísticas | Estadísticas | Estadísticas | Estadísticas | Estadísticas | Estadísticas | Estadísticas | Estadísticas | % Efect. |
| Equipo                         | Div.                      | Temporada            | PD           | G            | E            | P            | GF           | GC           | DG           | Puntos       | % Efect. |
| ------------------------------ | ------------------------- | -------------------- | ------------ | ------------ | ------------ | ------------ | ------------ | ------------ | ------------ | ------------ | -------- |
| Villa Española Uruguay         |                           |                      |              |              |              |              |              |              |              |              |          |
| 1ª                             | 2002                      | 9                    | 1            | 4            | 4            | 10           | 21           | -11          | 7            | 25.93%       |          |
| 1ª                             | 2003                      | 11                   | 2            | 3            | 6            | 19           | 25           | -6           | 9            | 27.27%       |          |
| Total club                     | Total club                | 20                   | 3            | 7            | 10           | 29           | 46           | -17          | 16           | 26.67%       |          |
| Plaza Colonia Uruguay          |                           |                      |              |              |              |              |              |              |              |              |          |
| 1ª                             | 2004                      | 41                   | 5            | 18           | 18           | 47           | 66           | -19          | 33           | 26.82%       |          |
| 1ª                             | 2005                      | 10                   | 0            | 3            | 7            | 2            | 17           | -15          | 3            | 10.00%       |          |
| Total club                     | Total club                | 51                   | 5            | 21           | 25           | 49           | 83           | -34          | 36           | 23.53%       |          |
| Rampla Juniors Uruguay         |                           |                      |              |              |              |              |              |              |              |              |          |
| 1ª                             | 2005                      | 7                    | 2            | 4            | 1            | 8            | 8            | 0            | 10           | 47.62%       |          |
| 1ª                             | Apertura 2005             | 17                   | 8            | 2            | 7            | 35           | 25           | +10          | 26           | 50.98%       |          |
| Total club                     | Total club                | 24                   | 10           | 6            | 8            | 43           | 33           | +10          | 36           | 50.00%       |          |
| Danubio Uruguay                |                           |                      |              |              |              |              |              |              |              |              |          |
| 1ª                             | Clausura 2006             | 16                   | 9            | 3            | 4            | 31           | 24           | +7           | 30           | 62.50%       |          |
| 1ª                             | 2006-07                   | 31                   | 21           | 4            | 6            | 63           | 28           | +35          | 67           | 72.04%       |          |
| 1ª                             | Copa Libertadores 2007    | 2                    | 0            | 0            | 2            | 1            | 5            | -4           | 0            | 0.00%        |          |
| Total club                     | Total club                | 49                   | 30           | 7            | 12           | 95           | 57           | +38          | 97           | 65.99%       |          |
| Peñarol Uruguay                |                           |                      |              |              |              |              |              |              |              |              |          |
| 1ª                             | 2007-08                   | 19                   | 6            | 6            | 7            | 28           | 29           | -1           | 24           | 42.11%       |          |
| Total club                     | Total club                | 19                   | 6            | 6            | 7            | 28           | 29           | -1           | 24           | 42.11%       |          |
| Bella Vista Uruguay            |                           |                      |              |              |              |              |              |              |              |              |          |
| 1ª                             | Clausura 2009             | 11                   | 3            | 3            | 5            | 12           | 18           | -6           | 12           | 36.36%       |          |
| Total club                     | Total club                | 11                   | 3            | 3            | 5            | 12           | 18           | -6           | 12           | 36.36%       |          |
| Univ. San Martín Perú          |                           |                      |              |              |              |              |              |              |              |              |          |
| 1ª                             | 2009                      | 14                   | 6            | 4            | 4            | 19           | 14           | +5           | 22           | 52.38%       |          |
| Total club                     | Total club                | 14                   | 6            | 4            | 4            | 19           | 14           | +5           | 22           | 52.38%       |          |
| Danubio Uruguay                |                           |                      |              |              |              |              |              |              |              |              |          |
| 1ª                             | Apertura 2010             | 15                   | 7            | 5            | 3            | 24           | 14           | +10          | 26           | 57.78%       |          |
| Total club                     | Total club                | 15                   | 7            | 5            | 3            | 24           | 14           | +10          | 26           | 57.78%       |          |
| Querétaro México               |                           |                      |              |              |              |              |              |              |              |              |          |
| 1ª                             | Clausura 2011             | 17                   | 4            | 4            | 9            | 16           | 35           | -19          | 16           | 31.37%       |          |
| 1ª                             | Apertura 2011             | 5                    | 2            | 1            | 2            | 6            | 7            | -1           | 7            | 46.67%       |          |
| Total club                     | Total club                | 22                   | 6            | 5            | 11           | 22           | 42           | -20          | 23           | 34.85%       |          |
| León México                    |                           |                      |              |              |              |              |              |              |              |              |          |
| 2ª                             | Clausura 2012             | 20                   | 13           | 6            | 1            | 55           | 18           | +37          | 45           | 75.00%       |          |
| 1ª                             | Apertura 2012             | 21                   | 12           | 3            | 6            | 40           | 22           | +18          | 39           | 61.90%       |          |
| 1ª                             | Copa Apertura 2012        | 6                    | 2            | 3            | 1            | 11           | 5            | +6           | 9            | 50.00%       |          |
| 1ª                             | Clausura 2013             | 17                   | 3            | 7            | 7            | 14           | 18           | -4           | 16           | 31.37%       |          |
| 1ª                             | Copa Libertadores 2013    | 2                    | 0            | 2            | 0            | 2            | 2            | 0            | 2            | 33.33%       |          |
| 1ª                             | Apertura 2013             | 23                   | 12           | 8            | 3            | 42           | 21           | +21          | 44           | 63.77%       |          |
| 1ª                             | Copa Apertura 2013        | 7                    | 3            | 3            | 1            | 7            | 4            | +3           | 12           | 57.14%       |          |
| 1ª                             | Clausura 2014             | 23                   | 9            | 7            | 7            | 32           | 23           | +9           | 34           | 49.28%       |          |
| 1ª                             | Copa Libertadores 2014    | 8                    | 3            | 3            | 2            | 13           | 10           | +3           | 12           | 50.00%       |          |
| 1ª                             | Apertura 2014             | 17                   | 7            | 1            | 9            | 29           | 27           | +2           | 22           | 43.14%       |          |
| 1ª                             | Liga de Campeones 2014-15 | 4                    | 2            | 1            | 1            | 10           | 6            | +4           | 7            | 58.33%       |          |
| Total club                     | Total club                | 148                  | 66           | 44           | 38           | 255          | 156          | +99          | 242          | 54.50%       |          |
| América México                 |                           |                      |              |              |              |              |              |              |              |              |          |
| 1ª                             | Clausura 2015             | 19                   | 8            | 5            | 6            | 26           | 25           | +1           | 29           | 50.88%       |          |
| 1ª                             | Liga de Campeones 2014-15 | 6                    | 4            | 1            | 1            | 16           | 6            | +10          | 13           | 72.22%       |          |
| Total club                     | Total club                | 25                   | 12           | 6            | 7            | 42           | 31           | +11          | 42           | 56.00%       |          |
| Atlas México                   |                           |                      |              |              |              |              |              |              |              |              |          |
| 1ª                             | Apertura 2015             | 15                   | 5            | 2            | 8            | 16           | 24           | -8           | 17           | 37.78%       |          |
| 1ª                             | Copa Apertura 2015        | 8                    | 4            | 2            | 2            | 8            | 5            | +3           | 14           | 58.33%       |          |
| Total club                     | Total club                | 23                   | 9            | 4            | 10           | 24           | 29           | -5           | 31           | 44.93%       |          |
| Al-Hilal Arabia Saudita        |                           |                      |              |              |              |              |              |              |              |              |          |
| 1ª                             | 2016-17                   | 4                    | 3            | 0            | 1            | 7            | 3            | +4           | 9            | 75.00%       |          |
| 1ª                             | Supercopa 2016            | 1                    | 0            | 1            | 0            | 1            | 1            | 0            | 1            | 33.33%       |          |
| Total club                     | Total club                | 5                    | 3            | 1            | 1            | 8            | 4            | +4           | 10           | 66.67%       |          |
| Cerro Porteño Paraguay         |                           |                      |              |              |              |              |              |              |              |              |          |
| 1ª                             | Apertura 2017             | 13                   | 7            | 1            | 5            | 16           | 15           | +1           | 22           | 56.41%       |          |
| 1ª                             | Copa Sudamericana 2017    | 1                    | 1            | 0            | 0            | 2            | 1            | +1           | 3            | 100%         |          |
| Total club                     | Total club                | 14                   | 8            | 1            | 5            | 18           | 16           | +2           | 25           | 59.52%       |          |
| Estudiantes La Plata Argentina |                           |                      |              |              |              |              |              |              |              |              |          |
| 1ª                             | 2017                      | 3                    | 1            | 1            | 1            | 2            | 2            | 0            | 4            | 44.44%       |          |
| 1ª                             | Copa Sudamericana 2017    | 4                    | 2            | 0            | 2            | 3            | 2            | +1           | 6            | 50.00%       |          |
| Total club                     | Total club                | 7                    | 3            | 1            | 3            | 5            | 4            | +1           | 10           | 47.62%       |          |
| Costa Rica                     |                           |                      |              |              |              |              |              |              |              |              |          |
|                                | Amistosos                 | 4                    | 1            | 0            | 3            | 1            | 4            | -3           | 3            | 25.00%       |          |
| Copa de Oro 2019               | 4                         | 2                    | 1            | 1            | 8            | 4            | +4           | 7            | 58.33%       |              |          |
| Total club                     | Total club                | 8                    | 3            | 1            | 4            | 9            | 8            | +1           | 10           | 41.67%       |          |
| Atlético San Luis México       |                           |                      |              |              |              |              |              |              |              |              |          |
| 1ª                             | Apertura 2019             | 7                    | 2            | 0            | 5            | 12           | 16           | -4           | 6            | 28.57%       |          |
| 1ª                             | Copa México 2019-20       | 1                    | 0            | 0            | 1            | 0            | 4            | -4           | 0            | 0%           |          |
| Total club                     | Total club                | 8                    | 2            | 0            | 6            | 12           | 20           | -8           | 6            | 25.00%       |          |
| Total en sus equipos           | Total en sus equipos      | Total en sus equipos | 463          | 182          | 122          | 159          | 694          | 604          | +90          | 668          | 48.09%   |

#### Encuentros dirigidos con la Selección de Costa Rica
| 1 | Avaya Stadium, California, Estados Unidos               | Estados Unidos | 2 de febrero de 2019 | 2 - 0 | Amistoso internacional |
| 2 | Estadio Doroteo Guamuch, Ciudad de Guatemala, Guatemala | Guatemala      | 22 de marzo de 2019  | 1 - 0 | Amistoso internacional |
| 3 | Estadio Nacional, San José, Costa Rica                  | Jamaica        | 26 de marzo de 2019  | 1 - 0 | Amistoso internacional |
| 4 | Estadio Monumental, Lima, Perú                          | Perú           | 5 de junio de 2019   | 1 - 0 | Amistoso internacional |
| 5 | Estadio Nacional, San José, Costa Rica                  | Nicaragua      | 16 de junio de 2019  | 4 - 0 | Copa de Oro 2019       |
| 6 | Toyota Stadium, Texas, Estados Unidos                   | Bermudas       | 20 de junio de 2019  | 2 - 1 | Copa de Oro 2019       |
| 7 | Red Bull Arena, Nueva Jersey, Estados Unidos            | Haití          | 24 de junio de 2019  | 2 - 1 | Copa de Oro 2019       |
| 8 | NRG Stadium, Texas, Estados Unidos                      | México         | 29 de junio de 2019  | 1 - 1 | Copa de Oro 2019       |

## Palmarés

### Como jugador

#### Campeonatos nacionales
| N.º | Título                | Club                | País    | Año  |
| --- | --------------------- | ------------------- | ------- | ---- |
| 1   | Primera División      | C. A. Peñarol       | Uruguay | 1985 |
| 2   | Primera División      | C. A. Peñarol       | Uruguay | 1986 |
| 3   | Campeonato de Serie B | Atlético Paranaense | Brasil  | 1995 |

#### Campeonatos internacionales
| N.º | Título                 | Equipo               | Lugar     | Año  |
| --- | ---------------------- | -------------------- | --------- | ---- |
| 1   | Copa América           | Selección de Uruguay | Argentina | 1987 |
| 2   | Copa Libertadores      | C. A. Peñarol        | Chile     | 1987 |
| 3   | Copa Libertadores      | São Paulo F. C.      | Chile     | 1993 |
| 4   | Recopa Sudamericana    | São Paulo F. C.      | Brasil    | 1993 |
| 5   | Supercopa Sudamericana | São Paulo F. C.      | Brasil    | 1993 |
| 6   | Copa Intercontinental  | São Paulo F. C.      | Japón     | 1993 |

### Como entrenador

#### Campeonatos nacionales
| N.º | Título             | Club          | País    | Año  |
| --- | ------------------ | ------------- | ------- | ---- |
| 1   | Primera División   | Danubio F. C. | Uruguay | 2007 |
| 2   | Liga de Ascenso    | Club León     | México  | 2012 |
| 3   | Campeón de Ascenso | Club León     | México  | 2012 |
| 4   | Primera División   | Club León     | México  | 2013 |
| 5   | Primera División   | Club León     | México  | 2014 |

#### Campeonatos internacionales
| N.º | Título                           | Equipo       | Lugar  | Año  |
| --- | -------------------------------- | ------------ | ------ | ---- |
| 1   | Liga de Campeones de la Concacaf | Club América | Canadá | 2015 |